# 歐洲帽貝
歐洲帽貝（Patella vulgata）是歐洲帽貝屬的一種海生貝類，發現於歐洲西部沿海，甲殼長約6釐米，壽命可達20年。它的牙齒是世界上最堅硬的生物材料。

## 齿舌
歐洲帽貝的齿舌上有160排（每排12個）、1920個牙齒。它的牙齒是世界上最堅硬的生物材料，2015年的一份研究顯示，其牙齒強度甚至高過蜘蛛絲，可承受4.9 GPa的壓力。

## 外部連接
- MarLIN species information （页面存档备份，存于）
- Live underwater image
- BBC Info retrieved 2012
- FSC Info- great pix Retrieved 2012 （页面存档备份，存于）